# Fortel-en-Artois
Fortel-en-Artois est une commune française située dans le département du Pas-de-Calais en région Hauts-de-France. Ses habitants sont appelés les Fortelois.
La commune fait partie de la communauté de communes du Ternois qui regroupe 103 communes et compte 37 469 habitants en 2021.

## Géographie

### Localisation
Localisée dans le sud du département du Pas-de-Calais, Fortel-en-Artois est une commune située, à vol d'oiseau, à 4 km au sud-ouest de la commune de Frévent, à 15 km au sud-ouest de la commune de Saint-Pol-sur-Ternoise et à 39 km à l'ouest de la commune d’Arras (chef-lieu d'arrondissement et préfecture du Pas-de-Calais).
Le territoire de la commune est limitrophe de ceux de sept communes.
Les communes limitrophes sont  Boffles, Bonnières, Boubers-sur-Canche, Ligny-sur-Canche, Nœux-lès-Auxi, Vacquerie-le-Boucq et Villers-l'Hôpital.

### Géologie et relief
La superficie de la commune est de 5,89 km2 ; son altitude varie de 83  à   144 m.

### Hydrographie
La commune est située dans le bassin Artois-Picardie. Elle n'est drainée par aucun cours d'eau,.

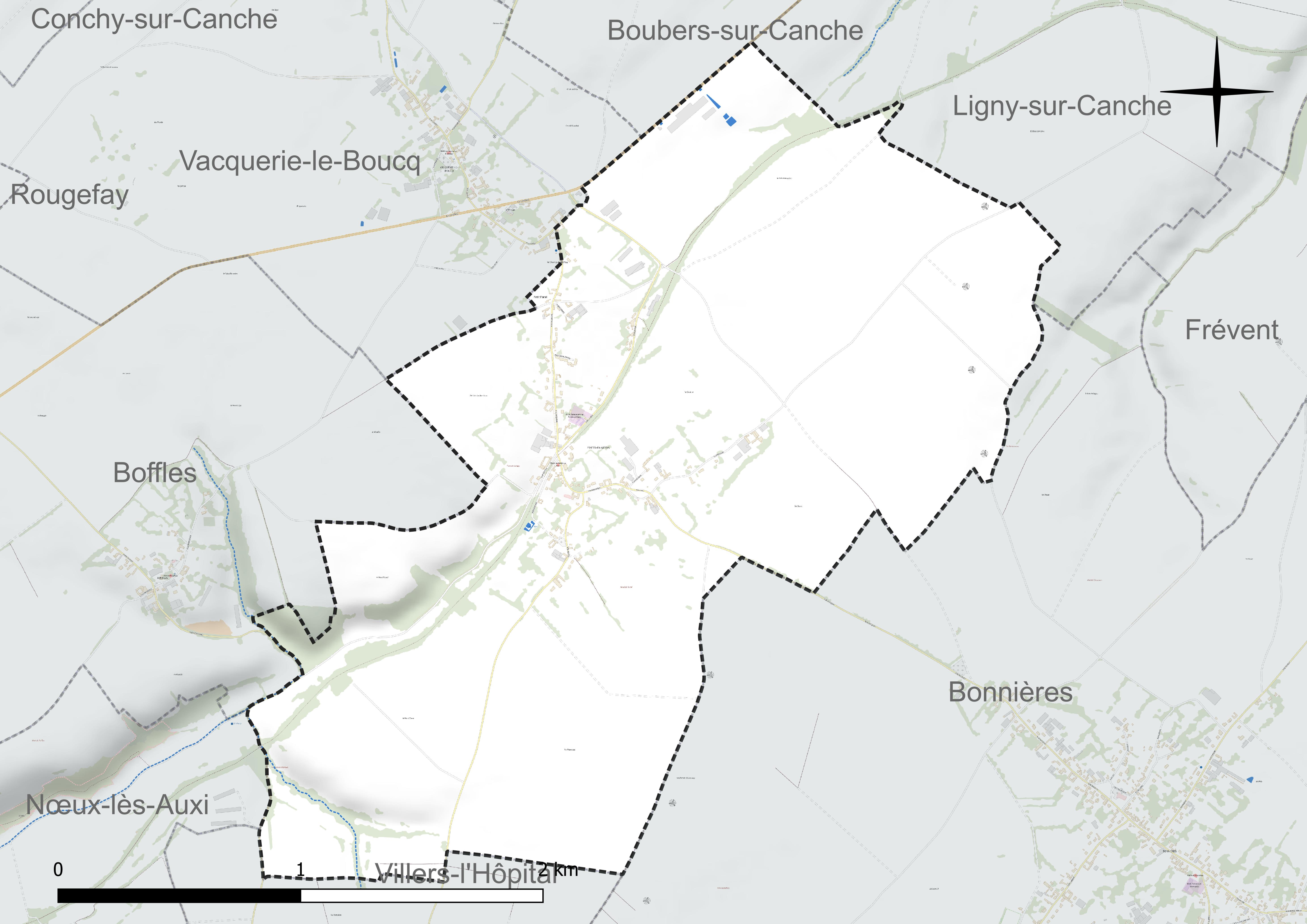
Réseau hydrographique de Fortel-en-Artois.

### Climat
Pour des articles plus généraux, voir Climat des Hauts-de-France et Climat du Pas-de-Calais.
En 2010, le climat de la commune est de type climat océanique altéré, selon une étude du CNRS s'appuyant sur une série de données couvrant la période 1971-2000. En 2020, Météo-France publie une typologie des climats de la France métropolitaine dans laquelle la commune est exposée à un climat océanique et est dans la région climatique Côtes de la Manche orientale, caractérisée par un faible ensoleillement (1 550 h/an) ; forte humidité de l'air (plus de 20 h/jour avec humidité relative > 80 % en hiver), vents forts fréquents.
Pour la période 1971-2000, la température annuelle moyenne est de 9,8 °C, avec une amplitude thermique annuelle de 14 °C. Le cumul annuel moyen de précipitations est de 884 mm, avec 12,9 jours de précipitations en janvier et 9 jours en juillet. Pour la période 1991-2020, la température moyenne annuelle observée sur la station météorologique la plus proche, située sur la commune de Humières à 15 km à vol d'oiseau, est de 10,9 °C et le cumul annuel moyen de précipitations est de 856,9 mm,. Pour l'avenir, les paramètres climatiques de la commune estimés pour 2050 selon différents scénarios d'émission de gaz à effet de serre sont consultables sur un site dédié publié par Météo-France en novembre 2022.

### Paysages
Pour un article plus général, voir Paysage en France.
La commune est située à la jonction de deux paysages tels qu'ils sont définis dans l'atlas des paysages de la région Nord-Pas-de-Calais, conçu par la direction régionale de l'Environnement, de l'Aménagement et du Logement (DREAL), :
- les « paysages du val d'Authie, qui concerne 83 communes, se délimitent : au sud, dans le département de la  Somme par le « paysage de l'Authie et du Ponthieu, dépendant de l'atlas des paysages de la Picardie et au nord et à l'est par les paysages du Montreuillois, du Ternois et les paysages des plateaux cambrésiens et artésiens. Le caractère frontalier de la vallée de l'Authie, aujourd'hui entre le Pas-de-Calais et la Somme, remonte au Moyen Âge où elle séparait le royaume de France du royaume d'Espagne, au nord.

Son coteau Nord est net et escarpé alors que le coteau Sud offre des pentes plus douces. À l'Ouest, le fleuve s'ouvre sur la baie d'Authie, typique de l'estuaire picard, et se jette dans la Manche. Avec son vaste estuaire et les paysages des bas-champs, la baie d'Authie contraste avec les paysages plus verdoyants en amont.
L'Authie, entaille profonde du plateau artésien, a créé des entités écopaysagères prononcées avec un plateau calcaire dont l'altitude varie de 100  à   163 m qui s'étend de chaque côté du fleuve. L'altitude du plateau décline depuis le pays de Doullens, à l'est (point culminant à 163 m), vers les bas-champs picards, à l'ouest (moins de 40 m). Le fond de la vallée de l'Authie, quant à lui, est recouvert d'alluvions et de tourbes. L'Authie est un fleuve côtier classé comme cours d'eau de première catégorie où le peuplement piscicole dominant est constitué de salmonidés. L'occupation des sols des paysages de la Vallée de l'Authie est composée pour 70 % en culture ;
- les « paysages du Ternois » qui concernent 138 communes avec trois pôles d'attraction que sont Hesdin à l'ouest, Saint-Pol-sur-Ternoise à l'est et, dans une moindre mesure, Frévent en lisière sud, sont délimités par deux cours d'eau : la Canche au Sud et la Ternoise au Nord. Ces paysages sont composés de plateaux, de vallées et de bocages. Les plateaux du Ternois montrent une structure tabulaire assez plane et une altitude assez régulière avec des points culminants entre 150  à   160 m.

Le territoire d'une vingtaine de kilomètres du Nord au Sud et d'Est en Ouest, est traversé par la D 939 reliant Saint-Pol-sur-Ternoise à Hesdin, par la D 912 entre Saint-Pol-sur-Ternoise et Frévent et par la ligne ferroviaire de Saint-Pol-sur-Ternoise à Étaples dans la vallée de la Canche. La position excentrée, en l'absence de grands axes autoroutiers ou ferrés structurants, a permis au Ternois de conserver un caractère rural et une certaine qualité de paysage.
Au niveau de l'occupation des sols, les surfaces cultivées sont omniprésentes sur les plateaux, avec majoritairement la culture de la betterave et de la pomme de terre, et représentent près de 72 % de la surface totale de ces paysages du Ternois, les espaces artificialisés, cantonnés dans les fonds de vallée, représentent 13 % et les surfaces boisées, présentes dans les deux principales vallées de la Ternoise et de la Canche, ne représentent que 6 %.

### Milieux naturels et biodiversité

#### Zones naturelles d'intérêt écologique, faunistique et floristique
L'inventaire des zones naturelles d'intérêt écologique, faunistique et floristique (ZNIEFF) a pour objectif de réaliser une couverture des zones les plus intéressantes sur le plan écologique, essentiellement dans la perspective d'améliorer la connaissance du patrimoine naturel national et de fournir aux différents décideurs un outil d'aide à la prise en compte de l'environnement dans l'aménagement du territoire.
Le territoire communal comprend une ZNIEFF de type 1 : le mont de Boffles. Le sol crayeux de cette ZNIEFF permet notamment l'expression d'une flore et de végétations de pelouses calcicoles issues d'une exploitation pastorale séculaire, et qui présentent un intérêt patrimonial majeur en région Nord-Pas-de-Calais.
et deux ZNIEFF de type 2 : 
- la moyenne vallée de l'Authie et ses versants entre Beauvoir-Wavans et Raye-sur-Authie. Cette ZNIEFF de la moyenne vallée de l'Authie comprend une organisation paysagère régulière avec le fond de vallée humide, des versants calcaires, pentes boisées et hauteurs cultivées[14] ;
- la haute vallée de la Canche et ses versants en amont de Sainte-Austreberthe qui se situe dans le pays du Ternois. Il offre un relief de coteau abrupt au Nord et des pentes douces au Sud. Le fond de vallée est constitué de pâturages et de zones de cultures. Les versants les plus pentus et inaccessibles accueillent des boisements[15].

Carte des ZNIEFF de type 1 et 2 sur la commune
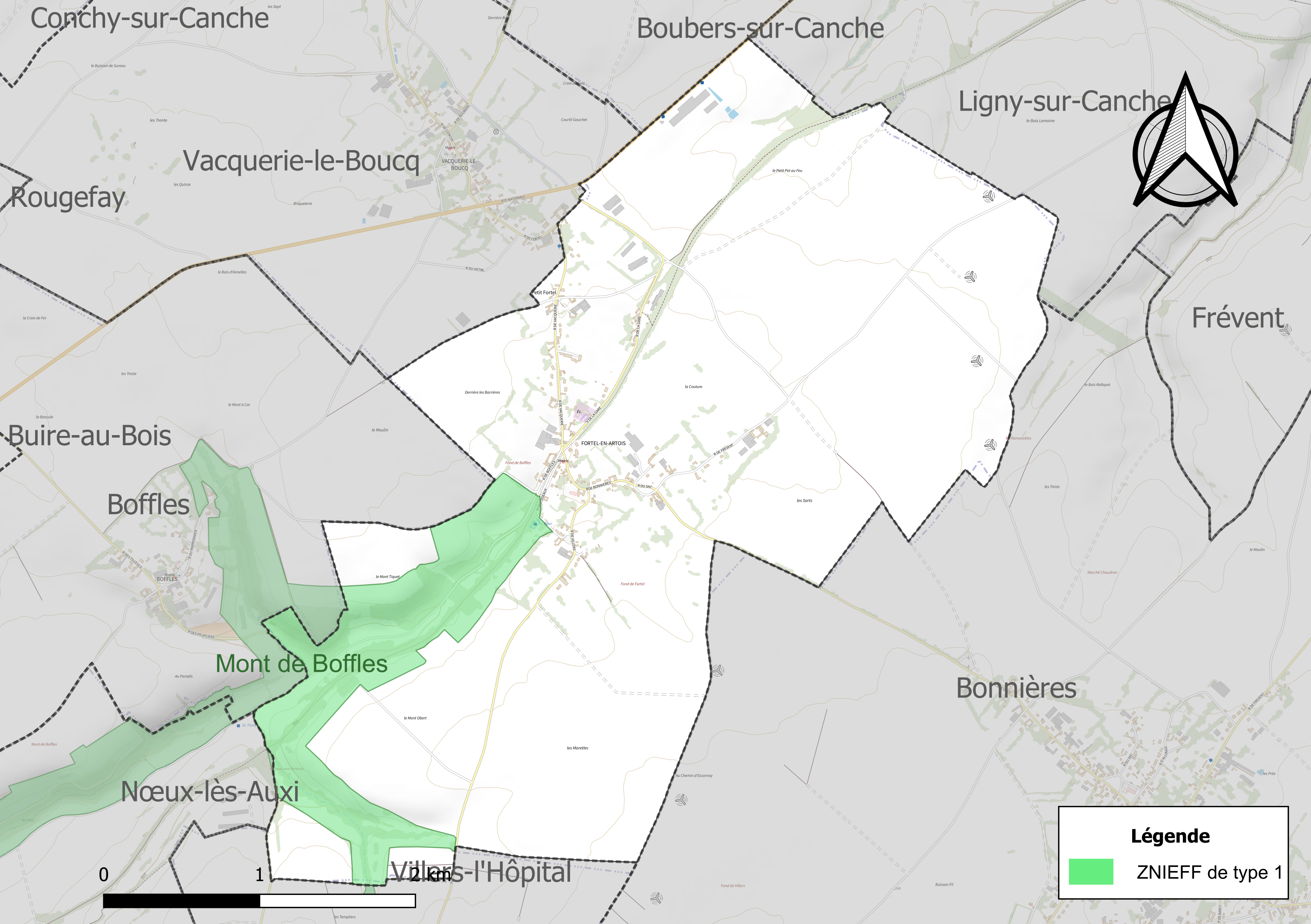
Carte de la ZNIEFF de type 1 sur la commune.
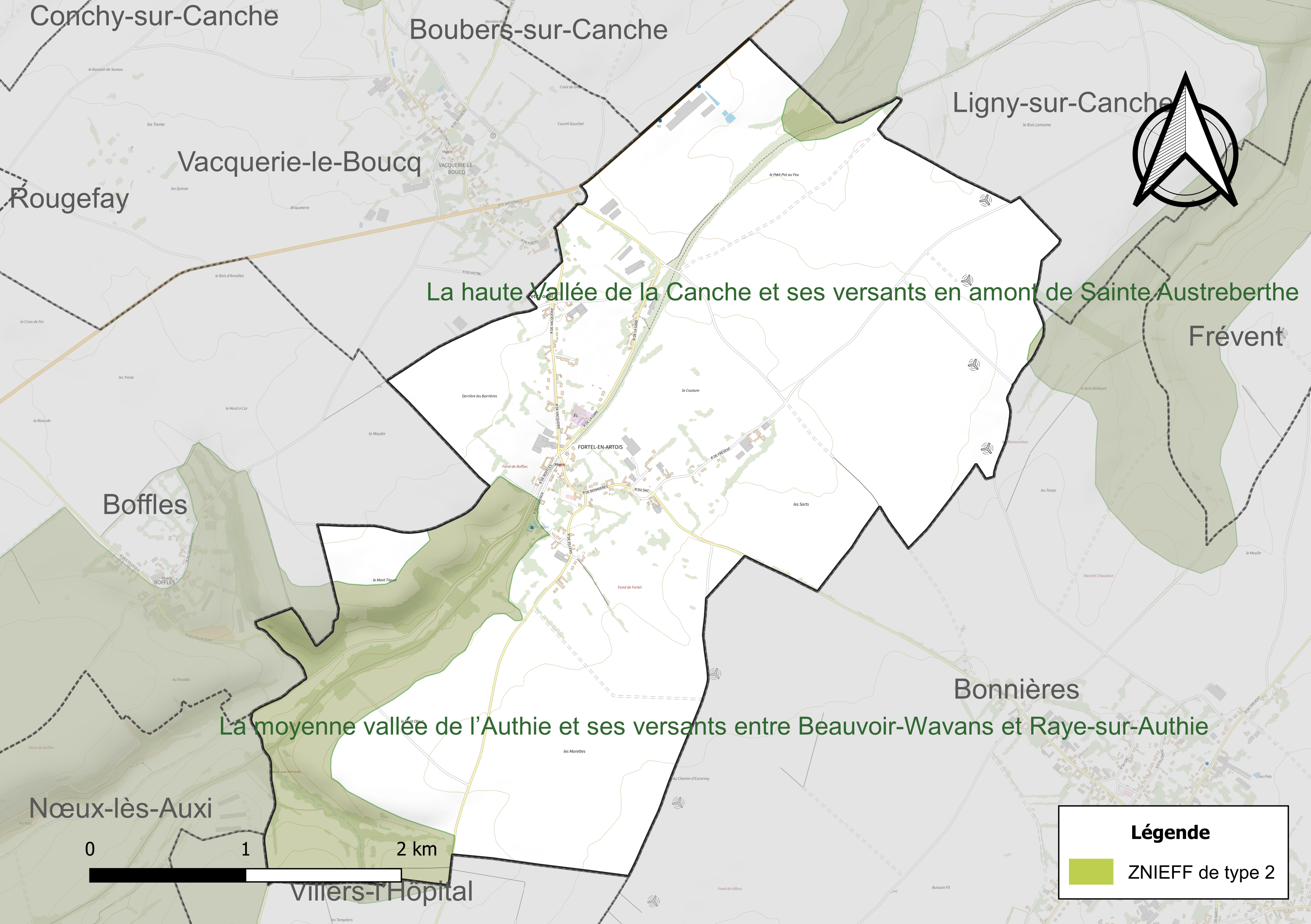
Carte des ZNIEFF de type 2 sur la commune.

#### Espèces faunistiques et floristiques recensées
Le site de l'Inventaire national du patrimoine naturel (INPN) recense 254 espèces faunistiques et floristiques sur le territoire de la commune dont 16 protégées et 4 menacées.

## Urbanisme

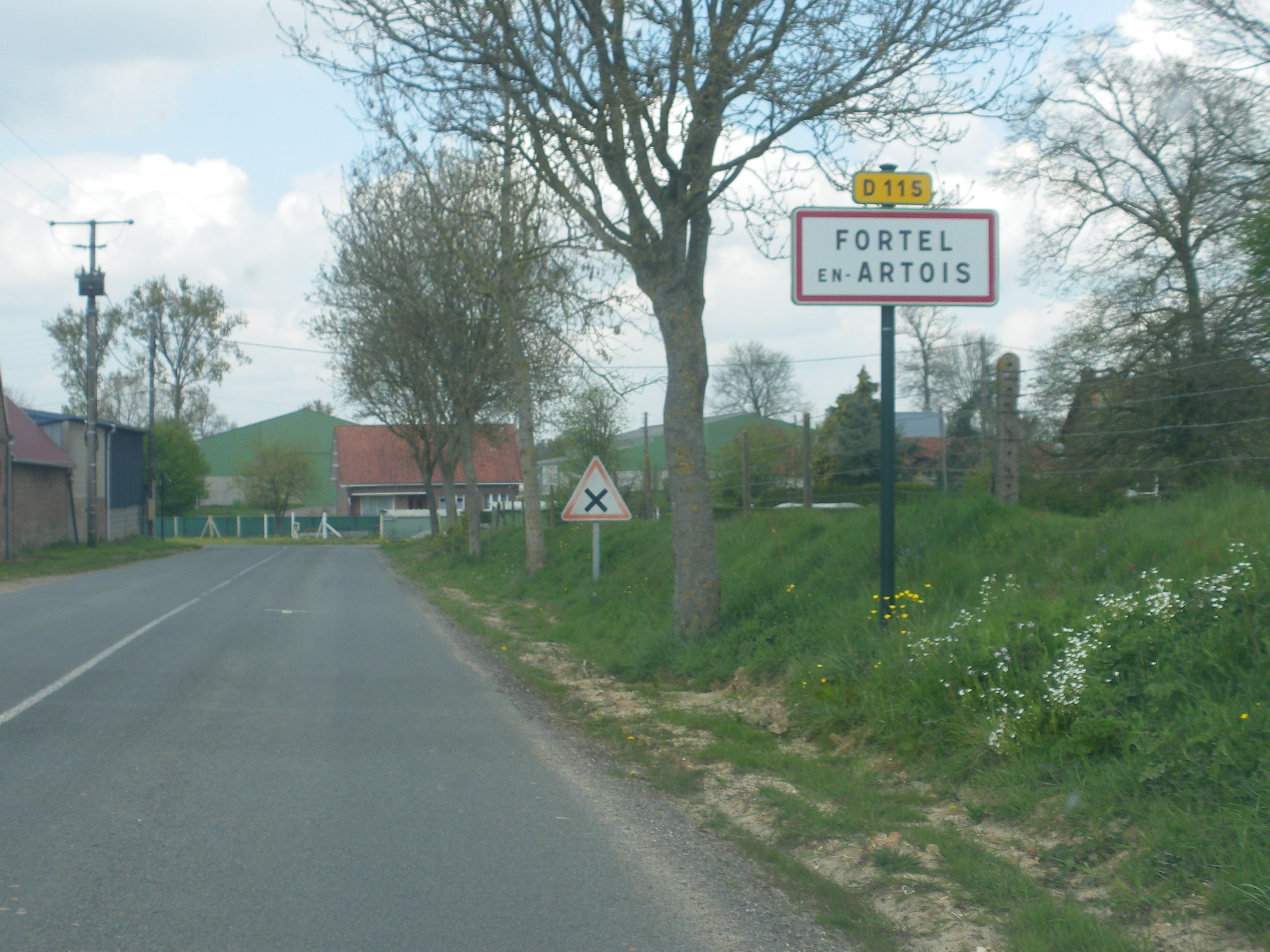
Une entrée de la commune.

### Typologie
Au 1er janvier 2024, Fortel-en-Artois est catégorisée commune rurale à habitat dispersé, selon la nouvelle grille communale de densité à sept niveaux définie par l'Insee en 2022.
Elle est située hors unité urbaine et hors attraction des villes,.

### Occupation des sols
L'occupation des sols de la commune, telle qu'elle ressort de la base de données européenne d'occupation biophysique des sols Corine Land Cover (CLC), est marquée par l'importance des territoires agricoles (100 % en 2018), une proportion identique à celle de 1990 (100 %). La répartition détaillée en 2018 est la suivante : 
terres arables (71,6 %), prairies (18,9 %), zones agricoles hétérogènes (9,6 %). L'évolution de l'occupation des sols de la commune et de ses infrastructures peut être observée sur les différentes représentations cartographiques du territoire : la carte de Cassini (XVIIIe siècle), la carte d'état-major (1820-1866) et les cartes ou photos aériennes de l'IGN pour la période actuelle (1950 à aujourd'hui).

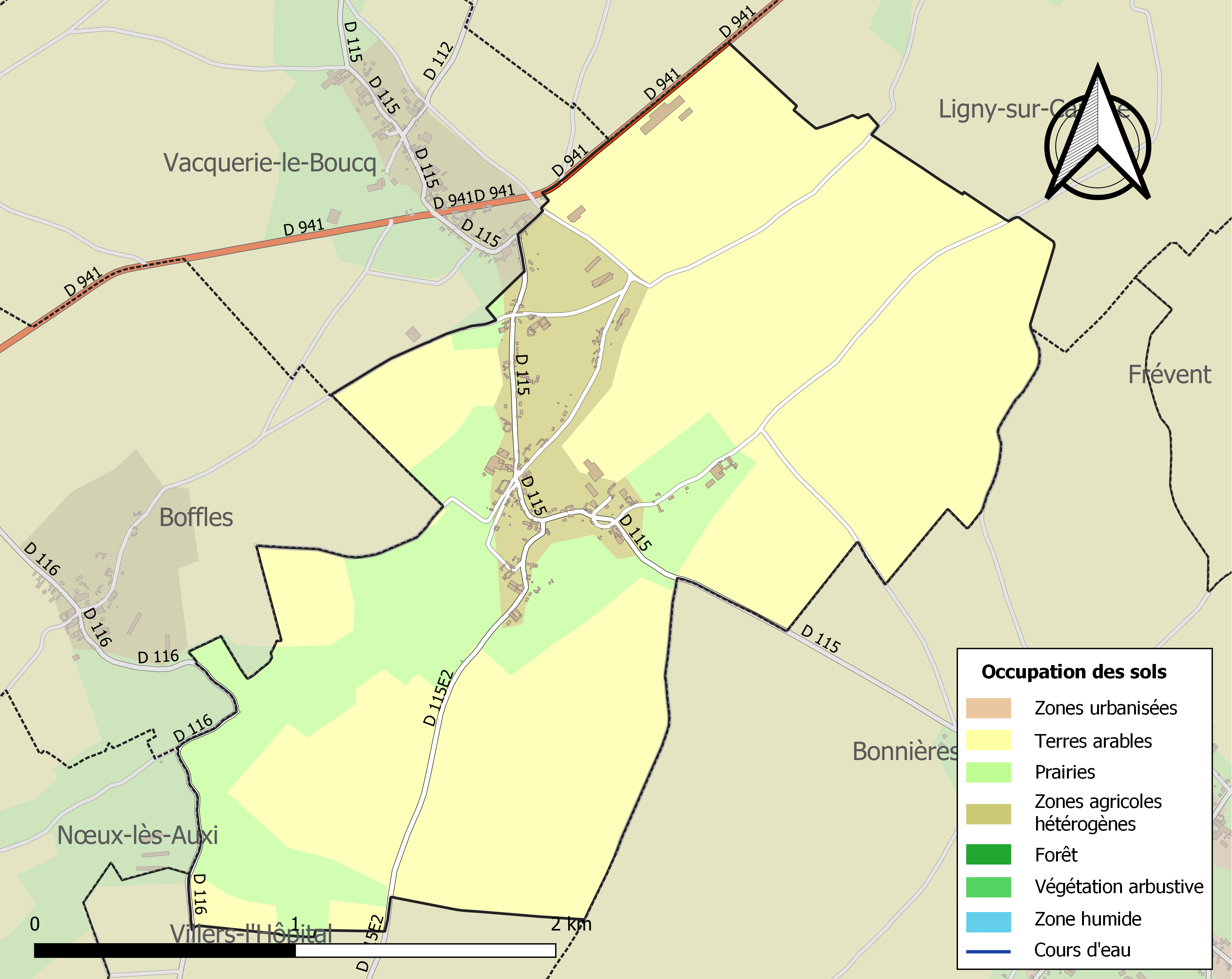
Carte des infrastructures et de l'occupation des sols de la commune en 2018 (CLC).

### Voies de communication et transports

#### Voies de communication
La commune est desservie par les routes départementales D 115 et D 115 E2 et est limitrophe, au nord, de la D 941, reliant Frévent et Auxi-le-Château.

## Toponymie
Le nom de la localité est attesté sous les formes Forestiel en 1252 ; Forestel en 1259 ; Fortel en 1477 ; Fortel-lès-Hesdin en 1530 ; Fretel en 1611 ; Fortiele au XVIIIe siècle ; Fortel en 1793 et 1801 ; Fortel-en-Artois depuis 1924.

## Histoire
Cité dans le Centième de 1569 Mathieu Grebert, écuyer est Seigneur de Fortel, il avait épousé Marie de Hauteclocque....
En décembre 1731, sont données des lettres patentes, enregistrées le 20 mars 1732, qui réunissent les seigneuries de Fortel et la baronnie de Ligny-sur-Canche à la principauté de Râches et ordonnent qu'à défaut d'enfant mâle de Jean Joseph de Berghes (maison de Berghes-Saint-WinocK) et de Marie Josèphe Isabelle de Berghes, son épouse, il y ait substitution pour le titre de prince de Râches, en faveur de la fille qui se trouvera la plus proche, à la charge de celui avec qui elle sera mariée de prendre et porter les armes de Berghes-Râches. Jean Joseph de Berghes est le frère cadet de Philippe Ignace et Marie Joseph Isabelle de Berghes, son épouse est la fille et héritière du défunt Philippe Ignace, (Jean Joseph a donc épousé sa nièce). Les terres de Fortel-en-Artois et de Ligny-sur-Canche ont été acquises par Jean Joseph de Berghes et son épouse par retrait, (retrait lignager), comme lignage de dame Claude de Bourbon sa trisaïeule); Fortel-en-Artois est mouvante du roi à cause du château d'Hesdin, Ligny-sur-Canche relève de l'évêque d'Amiens. Ils demandent aussi la substitution masculine, graduelle et perpétuelle portée par leur testament du 18 février 1729, ce qui leur est accordé.
En 1472, le village et les communautés voisines de Vacquerie et de Boffles sont détruits lors des batailles où Français et Espagnols s'affrontent.
Lors de la Révolution française, des villageois fidèles à leur prêtre réfractaire  s'opposent au nouveau prêtre constitutionnel. Ils sont arrêtés.
Le village bénéficie de la découverte d'un gisement de phosphates qui sera surtout exploité à Buire-Bachimont mais traités après y avoir été apportés par une voie de chemin de fer spécialement construite[réf. nécessaire] à Fortel, raccordée à la ligne de Fives à Abbeville.
La commune conserve les séquelles des deux guerres mondiales et tout particulièrement de la Première Guerre mondiale dont la Somme fut l'un des plus grands champs de bataille (bataille de la Somme).
Pendant 1914-1918, Fortel-en-Artois était située à l'arrière du front d'Artois et de la Somme. Des troupes françaises sont passées par la commune. Y ont séjourné des soldats relevés du front et envoyés à l'arrière pour récupérer, reconstituer les unités etc., par exemple au début de juillet 1915.
Douze soldats de la commune sont morts pour la France lors de cette guerre, dont Omer Carpentier, Denis Petit et Léopold Delhomel dans les combats de la Somme ou de Verdun.

## Politique et administration

### Découpage territorial
La commune se trouve, depuis 1926, dans l'arrondissement d'Arras du département du Pas-de-Calais, auparavant, depuis 1801, elle se trouvait dans l'arrondissement de Saint-Pol..

#### Commune et intercommunalités
La commune faisait partie de la petite communauté de communes de la région de Frévent, créée fin 1998.
Dans le cadre des dispositions de la loi portant nouvelle organisation territoriale de la République (Loi NOTRe) du 7 août 2015, qui prévoit que les établissements publics de coopération intercommunale (EPCI) à fiscalité propre doivent avoir un minimum de 15 000 habitants, le préfet du Pas-de-Calais a publié le 12 octobre 2015 un projet de schéma départemental de coopération intercommunale qui prévoyait diverses fusion d'intercommunalité.
À l'initiative des intercommunalités concernées, la Commission départementale de coopération intercommunale (CDCI) adopte le 26 février 2016 un amendement à ce projet, proposant la fusion de :
- la communauté de communes de l'Auxillois, regroupant 16 communes dont une de la Somme et 5 217 habitants[31] ;
- la communauté de communes de la région de Frévent, regroupant 12 communes et 6 567 habitants ;
- de la communauté de communes des Vertes Collines du Saint-Polois, regroupant 58 communes et 19 585 habitants ;
- de la communauté de communes du Pernois, regroupant 18 communes et 7 114 habitants.

Le schéma, intégrant notamment cette évolution, est approuvé par un arrêté préfectoral du 30 mars 2016, et la communauté de communes du Ternois, dont la commune est désormais membre, est créée par un arrêté préfectoral du 30 août 2016 qui a pris effet le 1er janvier 2017.

#### Circonscriptions administratives
La commune faisait partie depuis 1801 du canton d'Auxi-le-Château. Dans le cadre du redécoupage cantonal de 2014 en France, la commune est intégrée au canton de Saint-Pol-sur-Ternoise.

#### Circonscriptions électorales
Pour l'élection des députés, la commune fait partie de la première circonscription du Pas-de-Calais.

### Élections municipales et communautaires

#### Liste des maires

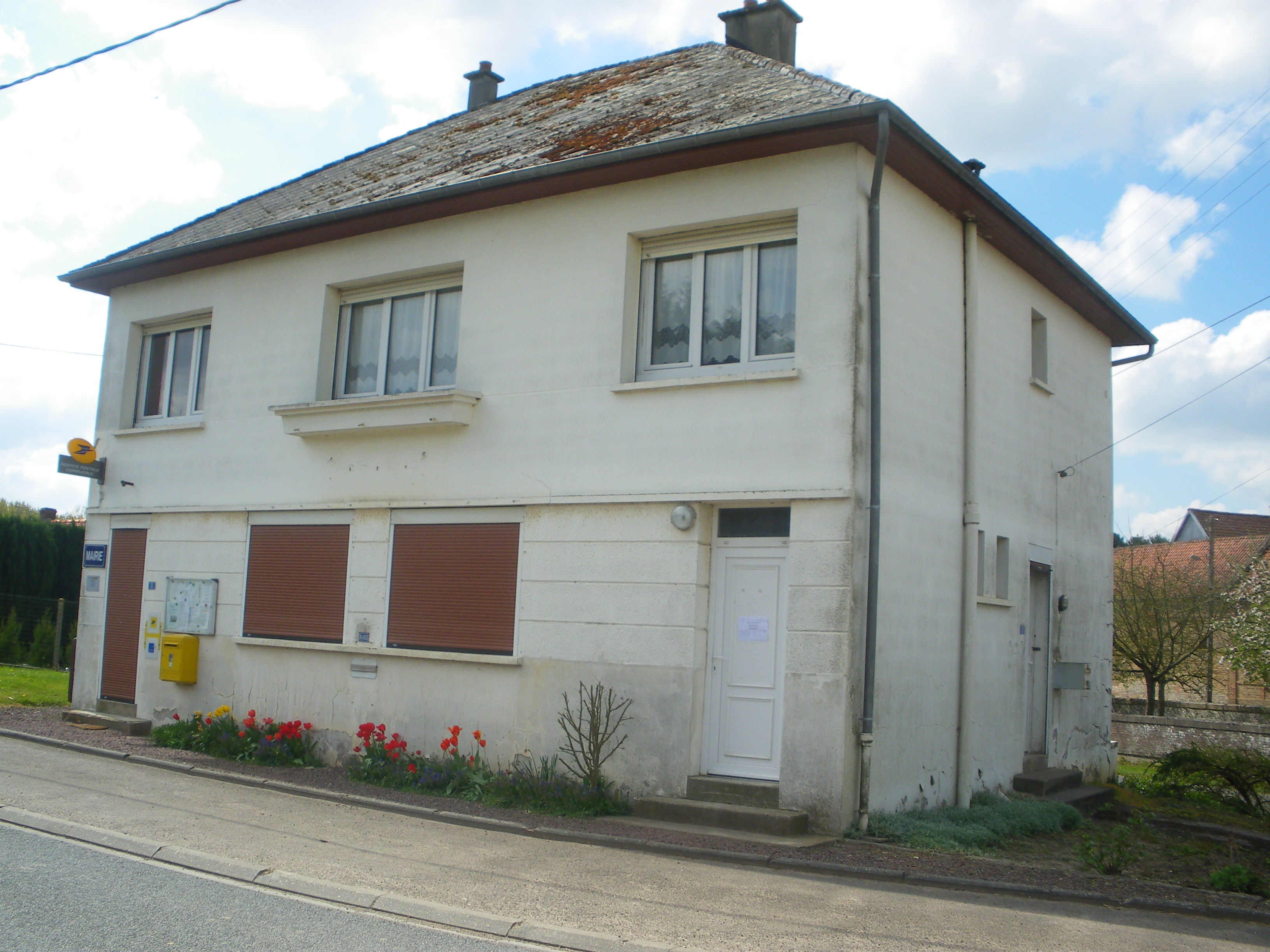
La mairie.

| Période                                  | Période                   | Identité           | Étiquette | Qualité                                     |
| ---------------------------------------- | ------------------------- | ------------------ | --------- | ------------------------------------------- |
| Les données manquantes sont à compléter. |                           |                    |           |                                             |
| mars 2001                                | 2014                      | Daniel Nivel       | UMP       |                                             |
| avril 2014                               | En cours (au 4 mars 2022) | Dominique Dourlens |           | Enseignant, Réélu pour le mandat 2020-2026, |

## Équipements et services publics

### Enseignement
La commune est située dans l'académie de Lille et dépend, pour les vacances scolaires, de la zone B.
Elle administre une école élémentaire en regroupement pédagogique intercommunal (RPI 37).

### Justice, sécurité, secours et défense
La commune dépend du tribunal judiciaire d'Arras, du conseil de prud'hommes d'Arras, de la cour d'appel de Douai, du tribunal de commerce d'Arras, du tribunal administratif de Lille, de la cour administrative d'appel de Douai, du pôle nationalité du tribunal judiciaire d'Arras et du tribunal pour enfants d'Arras.

## Population et société

### Démographie
Les habitants sont appelés les Fortelois,.

### Évolution démographique
L'évolution du nombre d'habitants est connue à travers les recensements de la population effectués dans la commune depuis 1793. Pour les communes de moins de 10 000 habitants, une enquête de recensement portant sur toute la population est réalisée tous les cinq ans, les populations de référence des années intermédiaires étant quant à elles estimées par interpolation ou extrapolation. Pour la commune, le premier recensement exhaustif entrant dans le cadre du nouveau dispositif a été réalisé en 2005.

En 2022, la commune comptait 215 habitants, en évolution de +1,42 % par rapport à 2016 (Pas-de-Calais : −0,72 %, France hors Mayotte : +2,11 %).
| 1793 | 1800 | 1806 | 1821 | 1831 | 1836 | 1841 | 1846 | 1851 |
| ---- | ---- | ---- | ---- | ---- | ---- | ---- | ---- | ---- |
| 366  | 322  | 347  | 356  | 358  | 354  | 352  | 356  | 328  |

| 1856 | 1861 | 1866 | 1872 | 1876 | 1881 | 1886 | 1891 | 1896 |
| ---- | ---- | ---- | ---- | ---- | ---- | ---- | ---- | ---- |
| 290  | 294  | 302  | 307  | 307  | 331  | 293  | 272  | 285  |

| 1901 | 1906 | 1911 | 1921 | 1926 | 1931 | 1936 | 1946 | 1954 |
| ---- | ---- | ---- | ---- | ---- | ---- | ---- | ---- | ---- |
| 293  | 266  | 280  | 234  | 216  | 237  | 221  | 247  | 225  |

| 1962 | 1968 | 1975 | 1982 | 1990 | 1999 | 2005 | 2006 | 2010 |
| ---- | ---- | ---- | ---- | ---- | ---- | ---- | ---- | ---- |
| 208  | 187  | 160  | 186  | 181  | 155  | 197  | 205  | 219  |

| 2015 | 2020 | 2022 | - | - | - | - | - | - |
| ---- | ---- | ---- | - | - | - | - | - | - |
| 213  | 216  | 215  | - | - | - | - | - | - |

## Économie

### Entreprises et commerces
La commune compte en 2016 un silo qui collecte les céréales et vend de l'engrais, une entreprise de commerce de bêtes de viande, deux entreprises de bâtiment, des commerces de proximité (café, épicerie), un bureau de poste et cinq exploitations agricoles.
Deux entreprises s'installent au village en 2016/2017 : l'entreprise de teillage et une entreprise spécialisée dans  le domaine agricole et les vis sans fin.

## Culture locale et patrimoine

### Lieux et monuments

#### Monument historique
- La croix de grès (calvaire), à la jonction des deux chemins, fait l'objet d'une inscription au titre des monuments historiques depuis le 29 août 1988[50],[51].

#### Autres lieux et monuments
- L'église Saint-Pierre (XVIIIe siècle)[52].
- La chapelle Notre-Dame-de-Grâce (XIXe siècle)[51].
- La chapelle Notre-Dame-de-Bonne-Mort (1722)[51].
- Le monument aux morts[53].
- L'ancienne gare, détruite aujourd'hui, qui était située sur la ligne de Fives à Abbeville.
- Le circuit des puits anciens, qui permet de faire le tour du village[54].

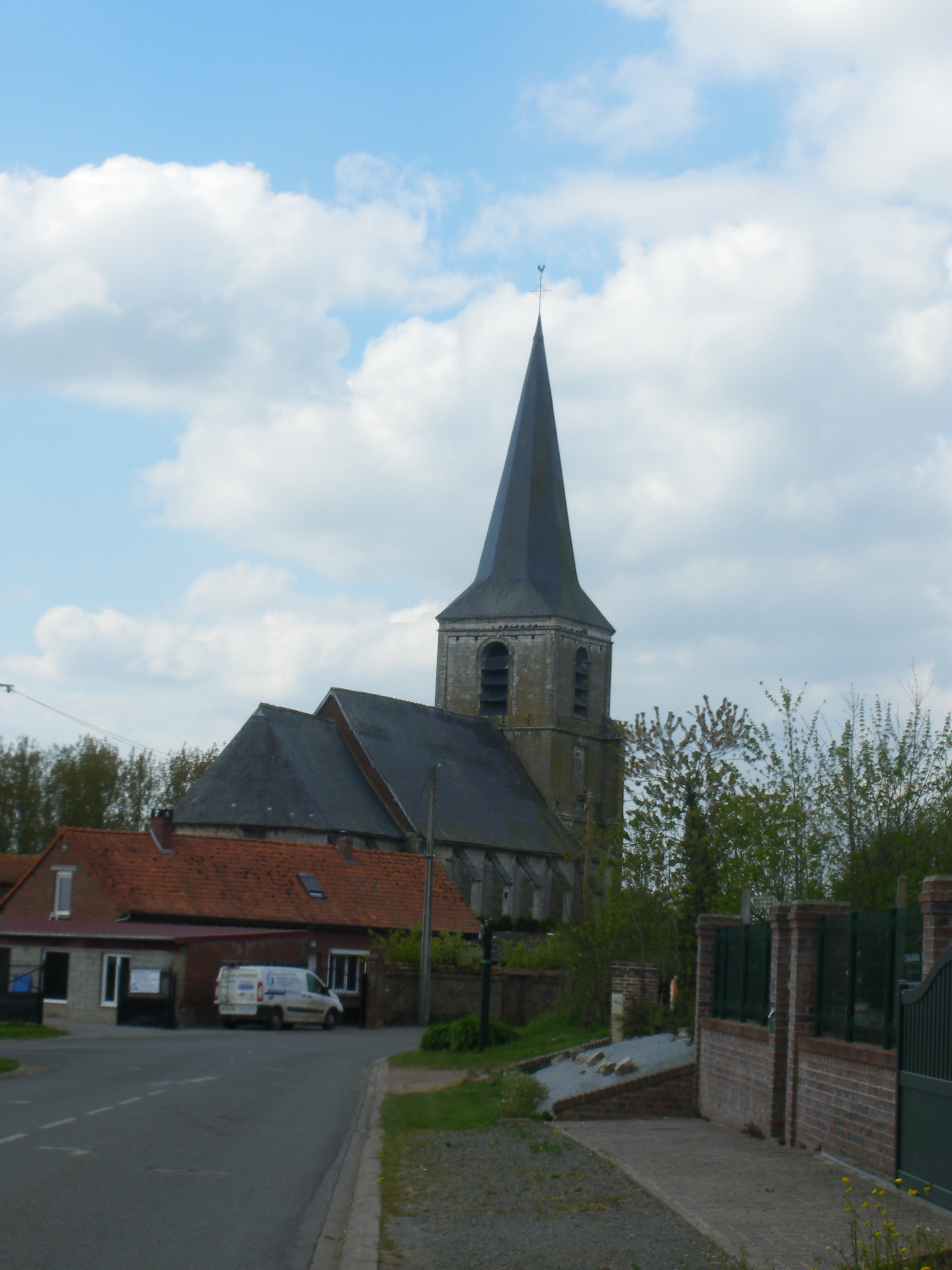
L'église.
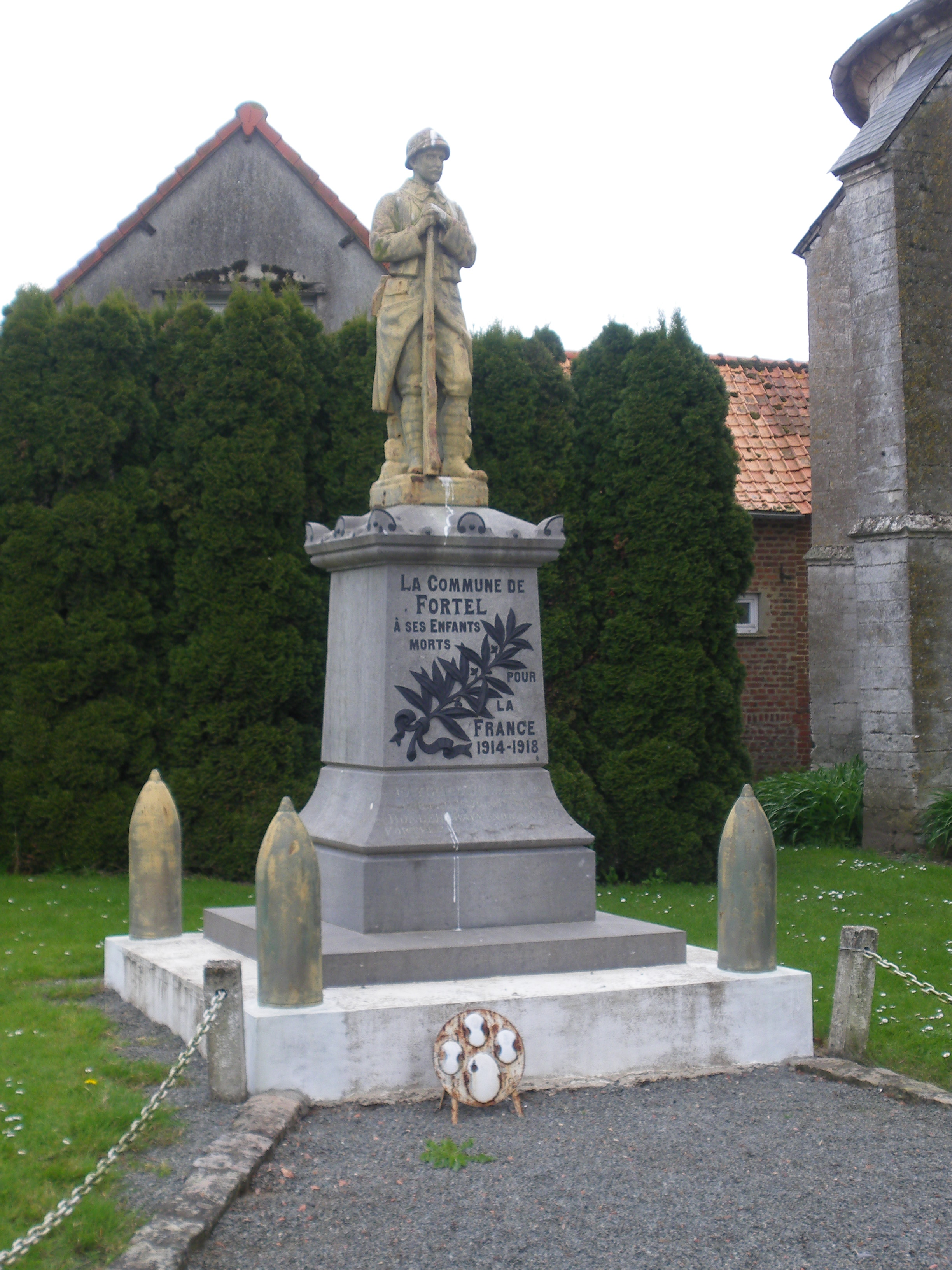
Le monument aux morts.
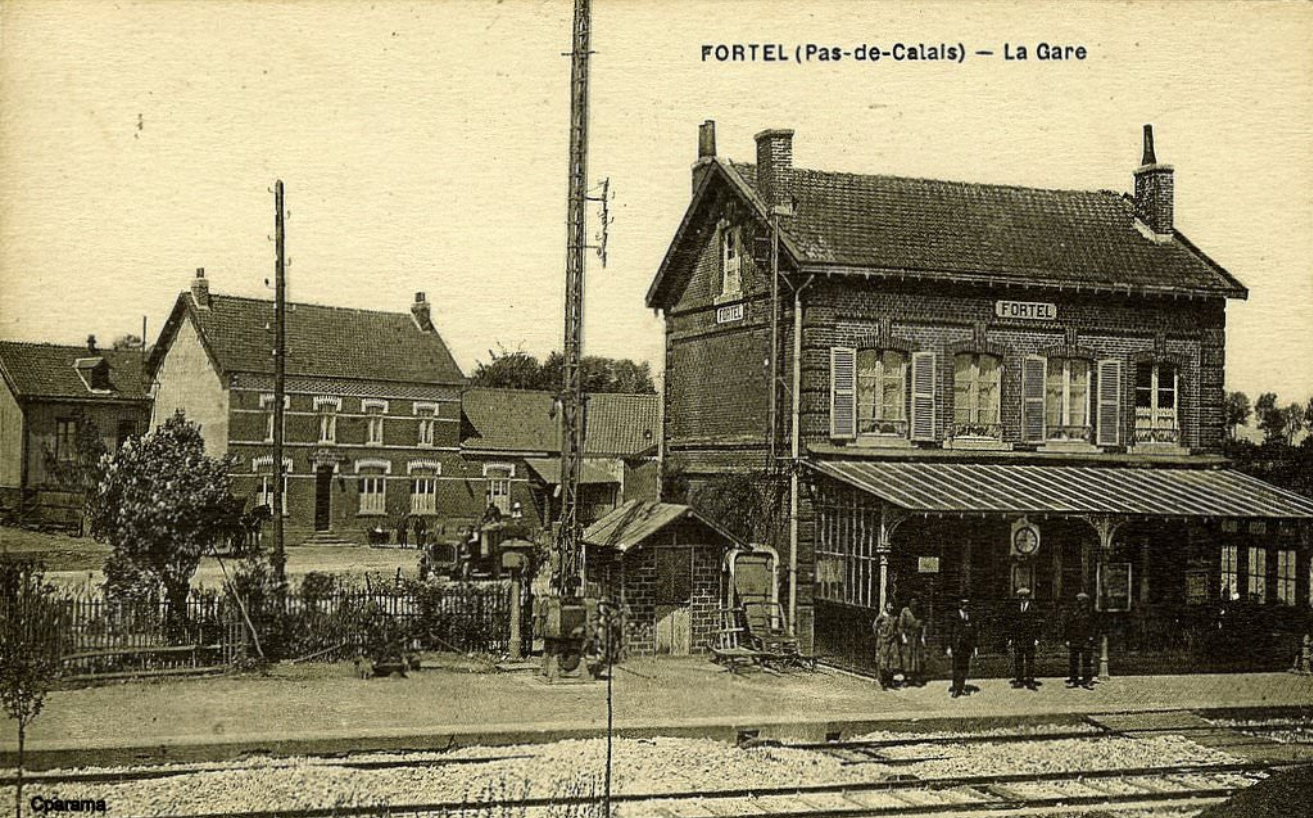
L'ancienne gare.

### Personnalités liées à la commune
- Joseph Valart (1698-1781), ecclésiastique, philologue, critique, grammairien et éditeur de nombreux livres classiques, né et mort à Fortel-en-Artois.

### Héraldique
| Blason de Fortel-en-Artois | Blason  | D'argent au coq hardi de sable, crêté, barbé, becqué et membré de gueules.                                    |
| Blason de Fortel-en-Artois | Détails | La commune relève les armes parlantes de la famille Le Cocq. Le statut officiel du blason reste à déterminer. |

## Pour approfondir